# رولاندو آروخو
رولاندو آروخو (انگلیسی: Rolando Arrojo؛ زادهٔ ۱۸ ژوئیهٔ ۱۹۶۸) بازیکن بیس‌بال اهل کوبا بود.